# Yang Hucheng
Yang Hucheng (chinois traditionnel : 楊虎城, chinois simplifié : 杨虎城, pinyin : Yáng Hǔchéng, Wade-Giles : Yang Hu-ch'eng) (26 novembre 1893 - 6 septembre 1949) est un général chinois de l'époque des seigneurs de guerre qui combattu pour le Kuomintang durant la guerre civile chinoise. 

## Biographie
Bandit aux origines inconnues, Yang Hucheng est devenu en 1926 un important seigneur de guerre du Shaanxi. Après les défaites de Feng Yuxiang et de Yan Xishan à l'issue de la guerre des plaines centrales de 1930, Yang s'allie de lui-même avec le gouvernement du Kuomintang et devient commandant de l'armée du nord-ouest. Ayant reçu l'ordre de détruire le nouveau bastion du Parti communiste chinois à Yan'an avec l'armée du Nord-Est (Mandchourie) de Zhang Xueliang en 1935, les deux commandants sont impressionnés par la défense déterminée des communistes et leurs aptitudes au combat. Ils sont convaincus par les communistes de former une Chine unie contre l'invasion japonaise.
Comme les deux camps ont cessé les hostilités, le président du Kuomintang Tchang Kaï-chek se rend à Xi'an début décembre pour trouver les causes de cette inaction. À la suite de l'incident de Xi'an lorsque Tchang refuse la proposition communiste de joindre les forces chinoises contre les Japonais, Yang et Zhang Xueliang l'arrête et le garde en captivité jusqu'à ce qu'il accepte une alliance entre le Kuomintang et les communistes. De retour à Nankin, la capitale du Kuomintang, avec Tchang Kaï-chek, Zhang Xueliang est arrêté dès son arrivée. Yang Hucheng est aussi secrètement arrêté plus tard et reste en prison plus de treize ans avant que Tchang Kaï-chek n'ordonne son exécution en septembre 1949, avec sa femme, ses enfants, et certains de ses officiers, peu de temps avant la prise de Nankin par les communistes à la fin de la guerre civile. Le « Cimetière des martyrs du général Yang Hucheng » (杨虎城烈士陵园) se trouve dans le district de Chang'an. Certains autres membres de sa famille rejoignent le Parti communiste,.